# (7425) Lessing
(7425) Lessing ist ein Asteroid des inneren Hauptgürtels. Er wurde am 2. September 1992 vom belgischen Astronomen Eric Walter Elst am La-Silla-Observatorium (IAU-Code 809) der Europäischen Südsternwarte in Chile entdeckt.
Der Asteroid wurde nach dem deutschen Dichter der Aufklärung Gotthold Ephraim Lessing (1729–1781) benannt, der durch seine Dramen und seine theoretischen Schriften, die vor allem dem Toleranzgedanken verpflichtet sind, der weiteren Entwicklung des Theaters einen wesentlichen Weg gewiesen hat. Er ist der erste deutsche Dramatiker, dessen Werk bis heute ununterbrochen in den Theatern aufgeführt wird.
Der Himmelskörper gehört zur Nysa-Gruppe, einer nach (44) Nysa benannten Gruppe von Asteroiden (auch Hertha-Familie genannt, nach (135) Hertha).